# Мьоко (крейсер)

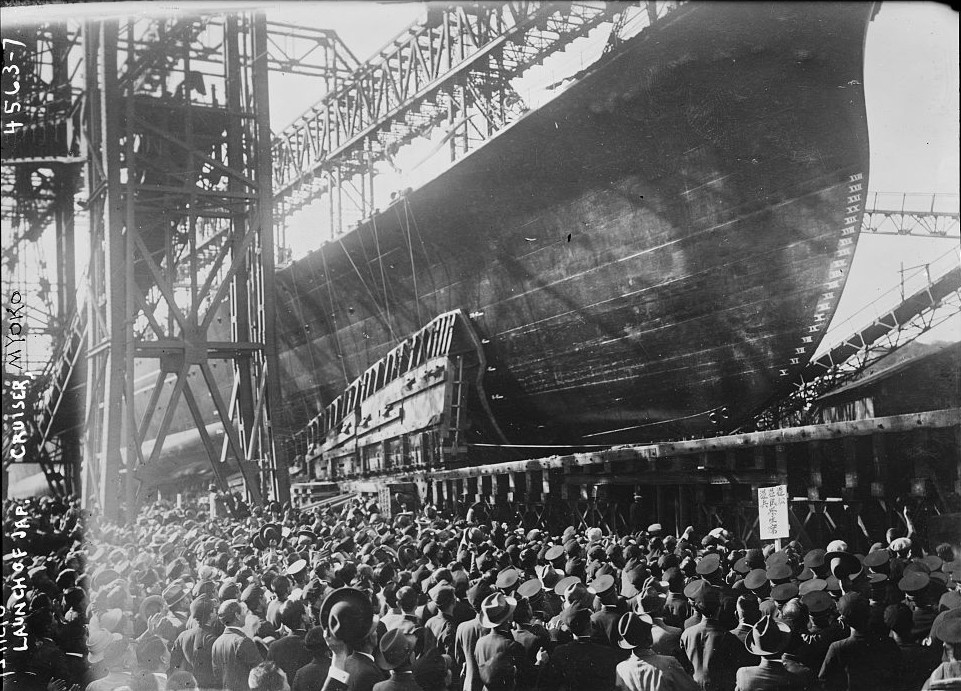
Спуск Мьоко

Мьоко (Myoko, яп. 妙高) — важкий крейсер Імперського флоту Японії, який взяв участь у Другій світовій війні.
Корабель, який належав до крейсерів типу «Мьоко», спорудили у 1929 році на верфі ВМФ у Йокосуці.
Відомо, що 20—21 серпня 1937-го на тлі початку Другої японо-китайської війни Мьоко разом з великою групою важких крейсерів та есмінців вирушив до узбережжя Центрального Китаю, де з 13 серпня почались бої в Шанхаї. Загін доправив сюди військовослужбовців і 22 серпня відбулась висадка японського десанту за кілька десятків кілометрів на схід від Шанхаю, що зменшило тиск китайських військ на значно менш численний гарнізон, який японці утримували у певній зоні міста після конфлікту 1932 року («Інцидент 28 січня»).
У травні 1938-го Мьоко залучили до операції з оволодіння портом Амой (Сямень), розташованим біля південного входу до Тайванської протоки, при цьому Мьоко був найбільшим кораблем загону, до якого також входили 4 легкі крейсери та 10 есмінців. Вранці 10 травня 1938-го японські кораблі розпочали бомбардування китайських позицій, що допомогло десанту морських піхотинців оволодіти Амоєм за дві доби.
Станом на 1941 рік корабель належав до 5-ї дивізії крейсерів та на початку грудня перебував на Палау (західна частина Каролінських островів). 6 грудня Мьоко разом із двома іншими крейсерами дивізії під охороною двох есмінців вийшов з Палау для виконання функції дистанційного прикриття рейду авіаносця «Рюдзьо» на Давао (стався 8 грудня в день атаки на Перл-Гарбор — тільки по другу сторону лінії зміни дат) та допоміжного десанту на сході Філіппінського архіпелагу. 12 вересня відбулась висадка у Легаспі на південно-східному узбережжі острова Лусон, а через три доби загін повернувся на Палау.
17 грудня 1941-го крейсери знову вийшли в море в межах операції з оволодіння портом Давао на південному узбережжі острова Мінданао. 20 числа Давао опинилося в руках японців, а вже за чотири доби загін дистанційного прикриття забезпечував проведення операції проти Голо на однойменному острові в архіпелазі Сулу. Після цього Мьоко повернувся на Палау.
28—31 грудня 1941-го Мьоко перейшов до затоки Давао на якірну стоянку в бухті Малалаг-Бей (чотири десятки кілометрів на південний захід від самого Давао). 4 січня 1942-го цю стоянку атакували літаки B-17 «Літаюча фортеця», які піднялись з острова Ява. Їм вдалось поцілити однією бомбою Мьоко, після чого крейсер 5—9 січня здійснив перехід до Сасебо (обернене до Східнокитайського моря узбережжя Кюсю) для відновлення. Ремонт тривав більш як місяць і лише 20 лютого Мьоко рушив назад до Південно-Східної Азії.

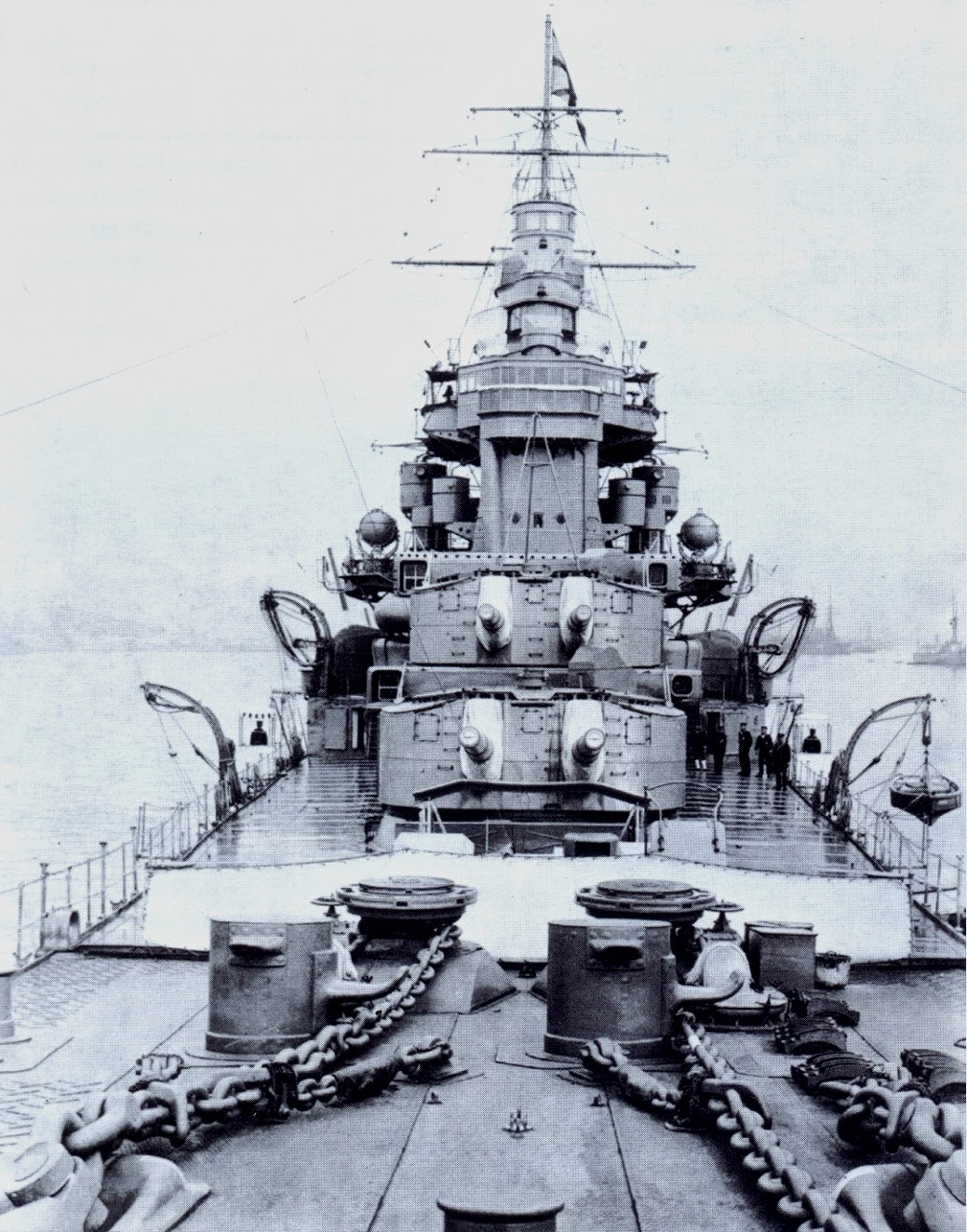
Вид на носову частину Мьоко, 1931 рік

На момент прибуття Мьоко японці вже розпочали операцію проти головного острова Нідерландської Ост-Індії Яви. Інші крейсери 5-ї дивізії рушили в море 24 лютого, тоді як Мьоко лише 26 числа дістався до Макассару. Тут він приєднався до важкого крейсера «Асігара», що виконував функцію флагманського корабля командувача Третього флоту (керував операціями на сході Нідерландської Ост-Індії), та того ж дня вийшов разом з ним у море під охороною трьох есмінців. Загін попрямував у район на північ від острова Кангеан (лежить за три сотні кілометрів на схід від Сурабаї), наближаючись таким чином до місця майбутньої битви в Яванському морі. В останній 27 лютого зіткнулись союзні кораблі, що базувались у Сурабаї, та японське з'єднання, найпотужнішими в якому були два інші кораблі 5-ї дивізії. Японці здобули рішучу перемогу, а вцілілі кораблі союзників відійшли до Сурабаї та Батавії.
1 березня 1942-го британський важкий крейсер у супроводі двох есмінців спробував прорватись із Сурабаї у напрямку Австралії в обхід Яви зі сходу, що призвело до зіткнення, відомого як Друга битва в Яванському морі. Першим незадовго до опівдня вступив у бій загін «Асігари» та Мьоко, а за годину союзні кораблі наздогнали крейсери 5-ї дивізії, які до того виграли першу битву. За кілька хвилин у британський крейсер влучив перший снаряд, а потім по кораблю провели вдалу торпедну атаку два есмінці. Окрім участі у знищенні ворожого крейсера, «Асігара» та «Мьоко» вели вогонь по есмінцю HMS Encounter, який унаслідок близького вибуху снаряда головного калібру з якогось із японських крейсерів втратив хід і був затоплений екіпажем.
5 березня 1942-го загін «Асігари» повернувся в Макассар, а 9 березня сили союзників на Яві капітулювали. Невдовзі Мьоко рушив на північ і 20 березня досягнув Сасебо, де до початку квітня проходив короткочасний ремонт.
18 квітня 1942-го крейсер вийшов у море в межах спроб наздогнати американські кораблі, які провели перше повітряне бомбардування Японії («рейд Дуліттла»). Втім, досягнути якогось результату не вдалось і 22 квітня Мьоко повернувся на Японські острови.
Тим часом японське командування запланувало операцію, яка мала на меті взяття під контроль центральних і східних Соломонових островів, а також Порт-Морсбі на оберненому до Австралії узбережжі Нової Гвінеї. 23—27 квітня 1942-го Мьоко разом із другим крейсером 5-ї дивізії «Хагуро» (третій корабель уже перевели в інший підрозділ) здійснив перехід на атол Трук у центральній частині Каролінських островів (тут ще до війни створили потужну базу японського ВМФ, з якої до лютого 1944-го провадились операції в цілому ряді архіпелагів). 1 травня Мьоко та «Хагуро» рушили в похід разом з 2 авіаносцями під охороною 6 есмінців. У підсумку надводні сили так і не вступили в бій, а після битви авіаносців у Кораловому морі, яка відбулась 8 травня, японську операцію скасували.
З 13 травня 1942-го крейсери 5-ї дивізії під прикриттям 3 есмінців здійснювали дистанційне прикриття операції взяття під контроль островів Науру та Оушен. Десантний загін уже рушив до Науру, проте 15 травня надійшло повідомлення про перебування в регіоні американського авіаносного з'єднання (це були авіаносці USS Enterprise та USS Hornet, які не встигли прибути вчасно, щоб узяти участь у битві в Кораловому морі). На основі цієї інформації японці скасували операцію з оволодіння Науру (лише в серпні, після висадки американців на Гуадалканалі, вони повернуться до питання розширення контролю на сході Мікронезії), а Мьоко та «Хагуро» 17 травня знову були на Труці, звідки того ж дня рушили до Японії та 22 числа досягнули Куре.

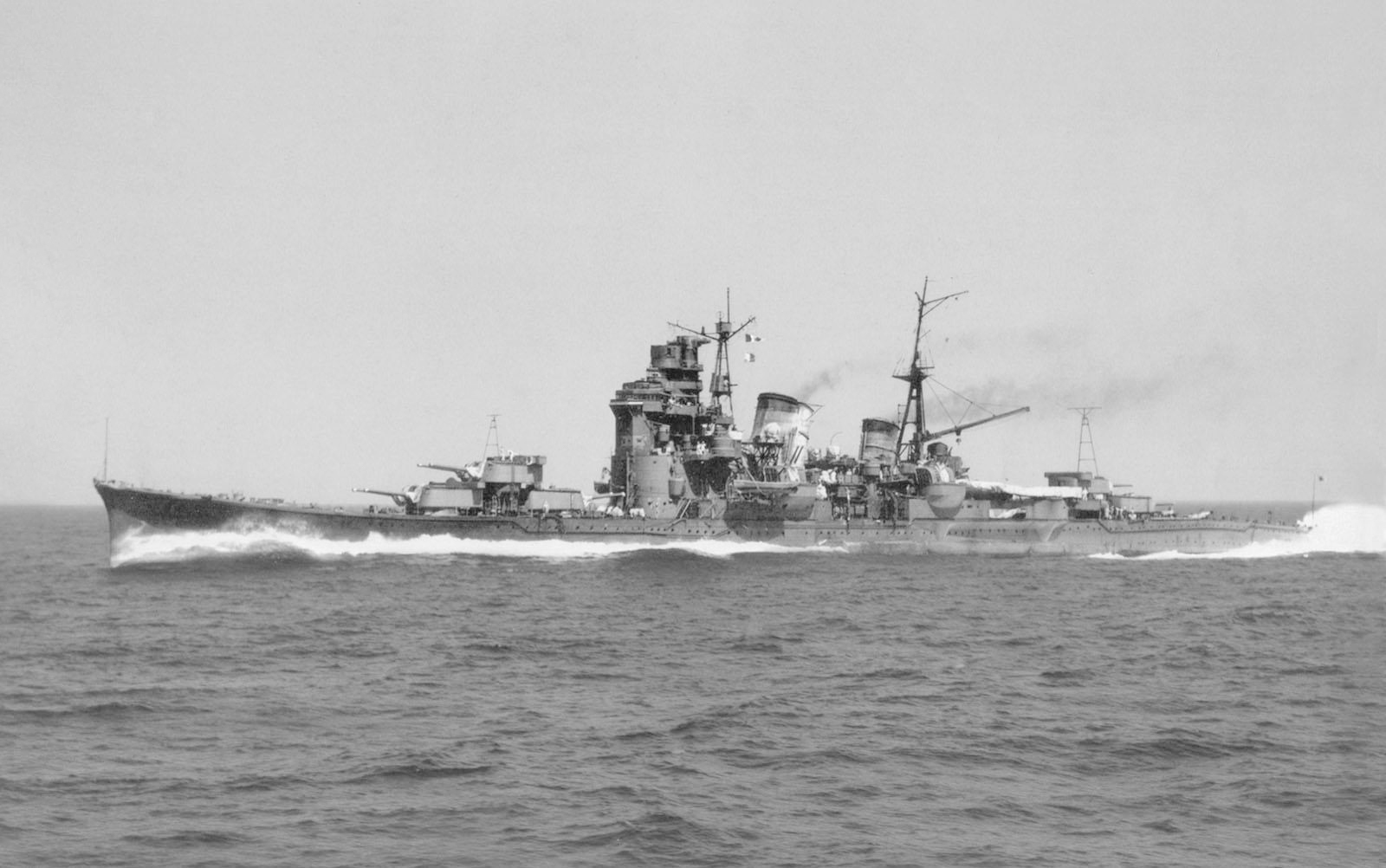
Мьоко під час ходових випробувань у 1941 році після модернізації

27 травня 1942-го Мьоко та інший крейсер 5-ї дивізії вирушили із Внутрішнього Японського моря в межах операції з оволодіння атолом Мідвей. Вони належали до з'єднання великих артилерійських кораблів адмірала Кондо, яке загалом налічувало 2 лінкори та 4 важкі крейсери під охороною легкого крейсера та 7 есмінців. Після катастрофічної поразки авіаносного з'єднання в битві 4 червня висадку на Мідвеї скасували, а частину кораблів перенаправили для підсилення алеутського напрямку. Зокрема, туди одразу відправили 2 важкі крейсери 4-ї дивізії, а що стосується Мьоко та «Хагуро», то вони були придані Північним силам лише 13 червня та виконували це завдання до 23 червня, коли прибули в порт Сендай (на східному узбережжі острова Хонсю).
З Алеутами був пов'язаний і наступний похід Мьоко. 28 червня 1942-го він вийшов з Омінато (важлива військово-морська база на північному завершенні Хонсю) у складі великого з'єднання адмірала Какуто, яке включало ще 2 важкі крейсери, 1 важкий та 1 легкий авіаносці під ескортом 3 легких крейсерів та 14 есмінців. Завданням загону було прикриття доставки підкріплень на Киску (острів, зайнятий японцями на початку червня в межах єдиного задуму з мідвейською операцією) та протидія можливій американській контратаці. 7 липня з'єднання розпочало повернення з Алеутів, зокрема Мьоко 12 липня прибув до Внутрішнього Японського моря.
7 серпня 1942-го союзники висадились на сході Соломонових островів, що започаткувало шестимісячну битву за Гуадалканал та змусило японське командування перекидати сюди підкріплення. 11 серпня Мьоко вийшов із Йокосуки у складі великого загону надводних кораблів, який загалом налічував 1 лінкор, 5 важких крейсерів та 1 гідроавіаносець під охороною легкого крейсера та 10 есмінців. 17 серпня вони прибули на атол Трук у центральній частині Каролінських островів (тут ще до війни створили потужну базу японського ВМФ, з якої до лютого 1944-го провадились операції в цілому ряді архіпелагів). 20 серпня з Труку в межах операції проведення конвою з великими підкріпленнями для Гуадалканалу вийшли кілька з'єднань, зокрема Мьоко разом зі ще 4 важкими крейсерами під охороною легкого крейсера та 5 есмінців становив головні сили адмірала Кондо. 24 серпня відбулась битва авіаносних з'єднань біля східних Соломонових островів, а наступного дня рух конвою остаточно припинили внаслідок ударів авіації з наземних аеродромів. Певний час кораблі Кондо, які так і не вступили в бій з надводними силами ворога, перебували в морі, а 5 вересня повернулись на Трук.
9 вересня 1942-го Мьоко вийшов з Труку у складі з'єднання з 2 лінкорів та 5 важких крейсерів, щоб у взаємодії з іншим угрупованням (2 авіаносці, легкий авіаносець, 2 лінкори та 3 важкі крейсери) патрулювати північніше від Соломонових островів у межах підтримки операцій на Гуадалканалі. Цього разу до якогось зіткнення з супротивником не дійшло (хоча 14 вересня Мьоко зазнав легких пошкоджень від близького вибуху бомби, скинутої з горизонтальних бомбардувальників B-17 «Літаюча фортеця») і 23 вересня японські сили повернулись на Трук. Після цього «Хагуро» вирушив до Японії на ремонт, а Мьоко залишився в Океанії та далі діяв у складі сил адмірала Кондо разом з важкими крейсерами 4-ї дивізії.

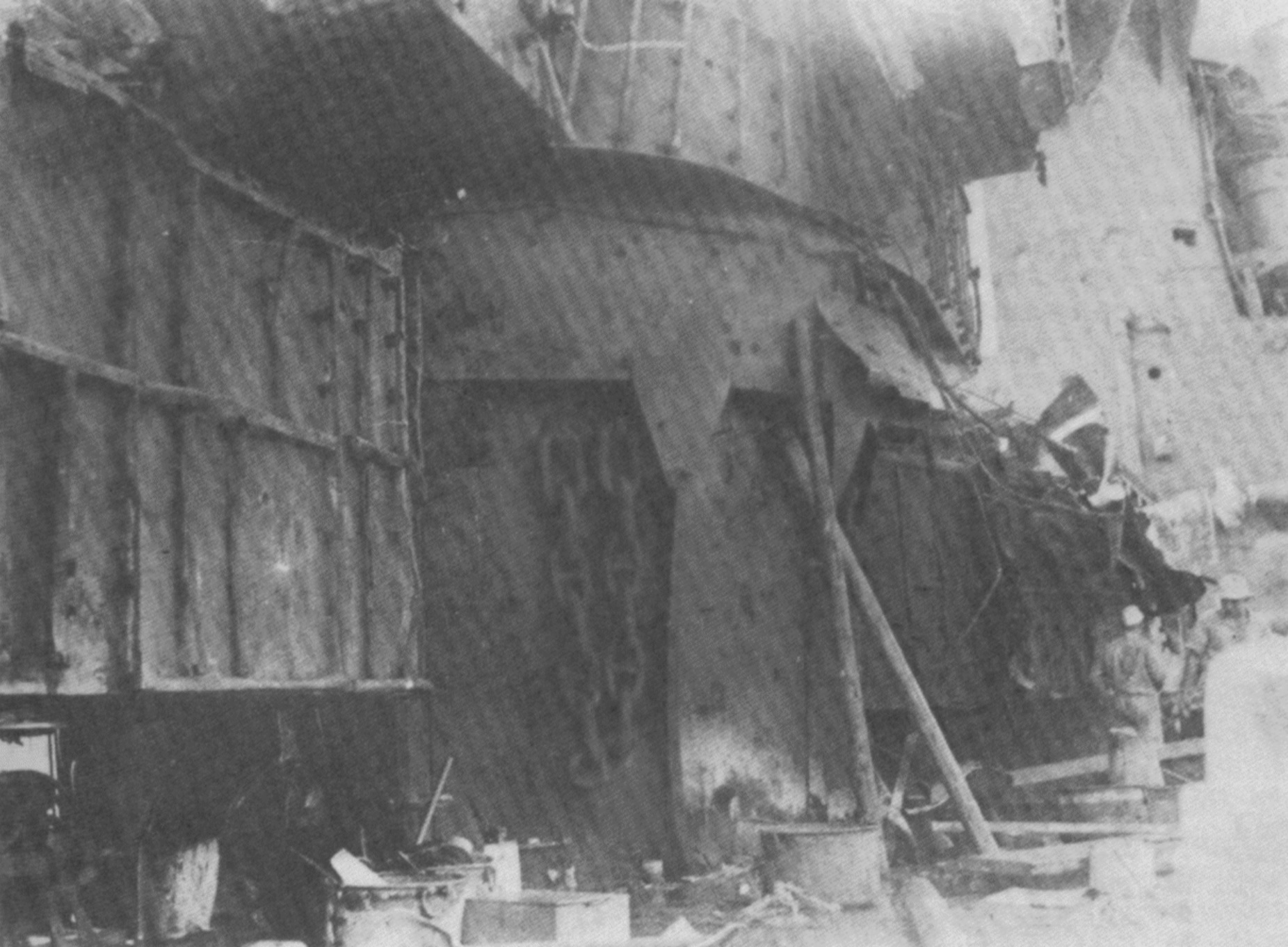
Пошкодження Мьоко від влучання бомби 4 січня 1942

11 жовтня 1942-го Мьоко вийшов з Труку у складі головних сил адмірала Кондо, які включали 2 лінкори та ще 3 важкі крейсери (а також 2 придані їм важкі авіаносці). Разом із двома іншими з'єднаннями (всього 2 важкі та 1 легкий авіаносці, 2 лінкори та 4 важкі крейсери) вони знову мали завдання підтримати операції на Гуадалканалі. Цього разу японці діяли значно активніше, зокрема тричі відряджали загони для бомбардування розташованого на острові аеродрому Гендерсон-Філд. Останню з таких операцій провели Мьоко та ще один важкий крейсер «Мая», які під прикриттям легкого крейсера та 7 есмінців наблизились до Гуадалканалу в ніч проти 16 жовтня. Мьоко випустив по цілі 462 снаряди головного калібру, майже стільки ж додав «Мая», втім, це бомбардування не мало такого ж успіху, як проведене за три доби до того лінкорами, коли були знищені близько чотирьох десятків літаків. В останній декаді жовтня відбулась битва біля островів Санта-Круз, під час якої все вирішила дуель авіаносців, а надводні сили так і не вступили в бій. 30 жовтня 1942-го кораблі Кондо повернулись на Трук.
4—10 листопада 1942-го Мьоко разом з авіаносцем «Дзуйкаку» під охороною 2 есмінців прямував до Японії, де пройшов короткостроковий ремонт у Сасебо. 30 листопада — 8 грудня 1942-го Мьоко та «Хагуро» пройшли з Йокосуки до Рабаула (головна передова база в архіпелазі Бісмарка, з якої здійснювались операції на Соломонових островах та сході Нової Гвінеї) та доправили туди бійців морської піхоти. Висадивши їх, крейсери одразу попрямували на Трук.
31 січня 1943-го Мьоко вийшов з Труку у складі великого з'єднання, яке включало ще 3 важкі крейсери, 2 важкі та 1 легкий авіаносці, 2 лінкори під ескортом легких крейсерів та есмінців. Завданням загону було патрулювання північніше від Соломонових островів задля прикриття евакуації японських сил з Гуадалканалу. Остання завершилась 9 лютого й тоді ж Мьоко повернувся на Трук.
8—13 травня 1943-го Мьоко прямував до Японії у складі загону, до якого також входили 1 лінкор, 2 ескортні авіаносці та ще один важкий крейсер. На момент їх прибуття до метрополії американці вже почали операцію на Алеутах зі взяття під контроль острова Атту (був захоплений японцями влітку 1942-го). У межах заходів з протидії ворожій операції японське командування почало нагромаджувати сили (зокрема, викликало додатковий загін з Труку), проте так і не встигло ввести їх у бій до завершення боїв на Атту. Втім, Мьоко та «Хагуро» з 19 травня по 12 червня перебували на Парамуширі (Курильські острови).
З 16 червня по 18 липня 1943-го Мьоко пройшов ремонт у Сасебо, під час якого, зокрема, його зенітне озброєння підсилили чотирма спареними установками 25-мм автоматів. Невдовзі після цього Мьоко повернувся до Океанії, для чого 31 липня — 5 серпня здійснив перехід на Трук разом зі ще одним важким крейсером і лінкором. 6—10 серпня Мьоко пройшов до Рабаула та назад, виконавши завдання з доставки туди військ.
У середині вересня 1943-го американське авіаносне з'єднання здійснило рейд проти зайнятих японцями островів Гілберта (лежать південніше від Маршаллових островів). У відповідь 18 вересня з Труку на схід вийшли значні сили (2 авіаносці, 2 лінкори, 7 важких крейсерів та інші кораблі), до яких належав і Мьоко. Японці попрямували до атола Еніветок (крайній північний захід Маршаллових островів), проте в підсумку так і не вступили в контакт із союзними силами та 25 вересня повернулись на базу.

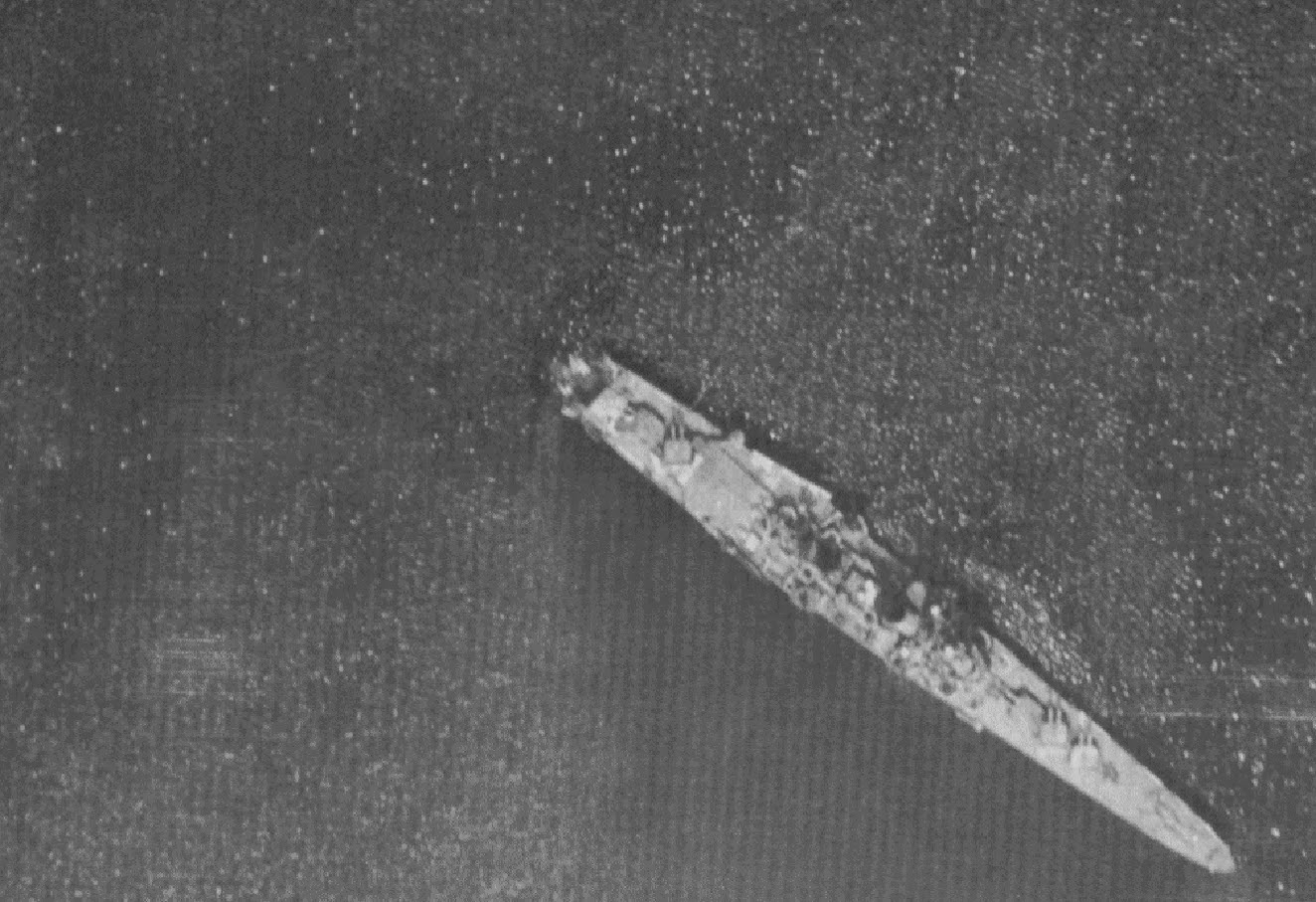
Аерозйомка Мьоко в Сінгапурі 1 лютого 1945. Видно відсутність кормової секції

11—13 жовтня 1943-го Мьоко разом зі ще одним важким крейсером пройшов у супроводі двох есмінців до Рабаула. На той час уже завершилась битва за архіпелаг Нью-Джорджія в центральній частині Соломонових островів і японське командування очікувало подальшого розвитку ворожого наступу. 1 листопада союзники справді висадилися на острові Бугенвіль, лише за чотири сотні кілометрів на південний схід від Рабаула. Тієї ж доби для атаки на ворожі кораблі біля плацдарму вирушив японський загін, який включав важкі крейсери Мьоко та «Хагуро», 2 легкі крейсери та 6 есмінців (не рахуючи есмінців транспортної групи). Похід закінчився зіткненням у ніч проти 2 листопада, відомим як битва в затоці Імператриці Августи. Японські кораблі підійшли до плацдарму трьоми колоннами, при цьому Мьоко очолював центральну. Через невдалі дії командира правої колони її кораблі у темряві перетнули курс центральної, унаслідок чого Мьоко таранив та важко пошкодив есмінець «Хацукадзе» (згодом його добили ворожим артилерійським вогнем). Легкий крейсер, що очолював ліву колону, потрапив під зосереджений вогонь ворожих крейсерів та швидко отримав важкі пошкодження. В таких умовах командир японського загону наказав повернути назад, полишивши пошкоджений легкий крейсер на полі бою (також буде добитий ворогом).
4—7 листопада 1943-го Хагуро пройшов з Рабаула на Трук (можливо відзначити, що в цей же період до Рабаула прибула велика група крейсерів для нової контратаки, проте 5 листопада внаслідок рейду американського авіаносного угруповання одразу 5 японських важких крейсерів зазнали пошкоджень, що фактично остаточно зняло загрозу для сил висадки на Бугенвілі). 12—17 листопада Мьоко прямував до Японії, після чого кілька тижнів проходив ремонт у Сасебо, під час якого, зокрема, отримав додатково вісім одинарних установок 25-мм зенітних автоматів (це збільшило загальну кількість стволів такого калібру на кораблі до 24 одиниць).
У грудні 1943-го Мьоко залучили до операції «Бо Го», метою якої була доставка підкріплень до Кавієнга — другої за значенням японської бази в архіпелазі Бісмарка, розташованої на північному завершенні острова Нова Ірландія. У цей період комунікації до архіпелагу перебували під наростальним тиском союзників, тому перекидання великих військових контингентів було доцільно вести за допомогою швидкісних військових кораблів. 23 грудня Мьоко вийшов з Куре у складі конвою «Бо № 2 Го», при цьому він мав на борту понад п'ять сотень бійців, дві десантні баржі «Дайхацу» та озброєння. З 29 грудня 1943 по 2 січня 1944 загін перебував на Труці, а потім до 5 січня здійснив рейс до Кавієнгу та назад.
Станом на початок лютого 1944-го японське командування вже розуміло, що Трук втратив своє значення, тож подальше базування тут значних сил наражає їх на небезпеку. Як наслідок, майже всі великі кораблі вивели звідси, зокрема 10—13 лютого Мьоко та ще 3 важкі крейсери під охороною 4 есмінців пройшли на Палау на заході Каролінських островів, а базу на Труці вже 17 лютого розгромило американське авіаносне з'єднання. З 9 по 22 березня Хагуро разом зі ще одним крейсером та есмінцем супроводив танкерний конвой до Балікпапану і Таракану (центри нафтовидобутку на сході острова Борнео) та назад на Палау (можливо відзначити, що через дії американських підводних човнів підвезення пального з Нідерландської Ост-Індії до Палау і Труку було вельми ризикованою справою).
29 березня — 2 квітня 1944-го всі крейсери з Палау (сюди також прибув з Японії ще один важкий крейсер) перешли до Давао, при цьому вже наступного дня після їх відбуття базу на Палау розгромило при рейді авіаносне з'єднання. А 7—9 квітня цей загін (до якого приєднався легкий крейсер, що прибув у Давао з Японії) пройшов у район Сінгапуру до якірної стоянки Лінгга, де зосередились головні сили японського флоту (дії підводних човнів на комунікаціях вкрай ускладнювали доставку палива до Японії та зумовили рішення базувати флот у Південно-Східній Азії поблизу від районів нафтовидобутку).

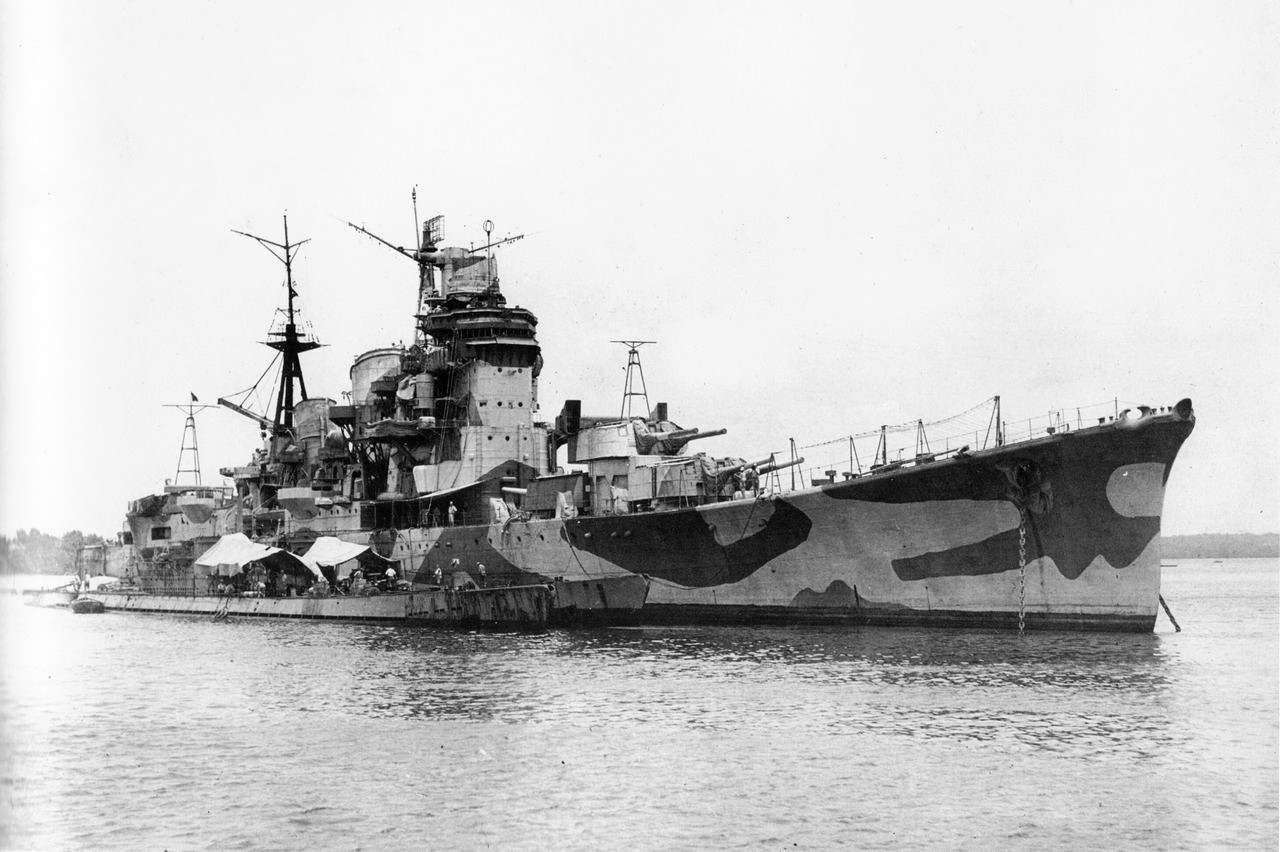
Мьоко у Сінгапурі після капітуляції. Біля крейсера ошвартовані підводні човни I-501 (U-181) та I-502 (U-862)

12—15 травня 1944-го Мьоко пройшов з Лінгга до Таві-Таві (у філіппінському архіпелазі Сулу поряд з нафтовидобувними районами острова Борнео). На той час японське командування очікувало швидкої ворожої атаки на головний оборонний периметр імперії, що після відходу з Труку проходив через Маріанські острови, Палау та захід Нової Гвінеї, а тому перевело флот ближче до цих районів.
30—31 травня 1944-го Мьоко разом зі ще одним важким крейсером та лінкором «Фусо» перейшли до Давао, після чого 2 червня цей загін вийшов для дистанційного прикриття операції з доставлення підкріплень на острів Біак (біля північно-західного узбережжя Нової Гвінеї), де наприкінці травня висадилися союзники. Втім, невдовзі операцію скасували через втрату раптовості, тож надвечір 3 червня загін Мьоко попрямував назад до Давао.
За кілька діб командування вирішило здійснити ще одну спробу провести підкріплення на Біак і 7 червня 1944-го Хагуро та інший важкий крейсер полишили базу під охороною двох есмінців, причому на виході із затоки Давао один з есмінців був потоплений підводним човном. Втім, загін дистанційного прикриття й далі виконував завдання, а 11 червня прибув до острова Бачан (біля південно-західного завершення значно більшого острова Хальмахера), де в підсумку зібрались великі сили японців, зокрема 12 червня прибули обидва суперлінкори «Ямато» і «Мусаші».
Того ж 12 червня 1944-го американці розпочали операцію з оволодіння Маріанськими островами. Головні сили японського флоту вийшли для контратаки, причому кораблі з Бачану після переходу 13—16 червня приєднались до основного з'єднання. Під час битви 19—20 червня у Філіппінському морі Мьоко належав до «загону А», основну силу якого становили 3 авіаносці (2 з яких були 19 червня потоплені підводними човнами). У битві японці зазнали важкої поразки, а 22 червня Мьоко прибув на острів Окінава (південна частина архіпелагу Рюкю).
24 червня 1944-го корабель уже був у Куре, де за кілька діб пройшов певну модернізацію, яка полягала в демонтажі двох кормових торпедних апаратів і встановленні 4 строєних та 16 одинарних установок 25-мм зенітних автоматів (що збільшило загальну кількість стволів такого калібру на крейсері до 52 одиниць). 1 липня 1944-го Мьоко полишив Внутрішнє Японське море, маючи на борту війська та припаси, і 4 липня був у Манілі. 8 липня крейсер відвідав Замбоангу (західне завершення Мінданао), а за кілька діб прибув на стоянку Лінгга, де перебував три місяці.
18 жовтня 1944-го флот полишив Лінгга для підготовки до протидії неминучій ворожій атаці на Філіппіни. Він пройшов через Бруней, після чого розділився на два з'єднання. Мьоко увійшов до ескорту головних сил адмірала Куріти, які 24 жовтня під час прямування через море Сібуян (внутрішня частина Філіппінського архіпелагу на південь від острова Лусон) стали ціллю для потужних ударів американської авіації. Мьоко був уражений авіаційною торпедою та зазнав значних пошкоджень, максимальна швидкість корабля впала до 15 вузлів. Після цього крейсер у супроводі есмінця «Кісінамі» відділився та попрямував назад, пройшов через Корон (східне завершення архіпелагу Палаван), 29 жовтня прибув до Брунею, а 3 листопада був у Сінгапурі, де розпочав аварійний ремонт на військово-морській базі Селетар.
12 грудня 1944-го Мьоко разом з конвоєм HI-82 вирушив до Японії. Надвечір наступного дня в районі мису Камау (південне завершення В'єтнаму) крейсер був уражений однією з шести торпед, випущених підводним човном USS Bergall. Мьоко втратив хід і есмінець «Усіо» повів його на буксирі до Сінгапура зі швидкістю 6 вузлів. 15 грудня на допомогу прибули кілька кораблів, при цьому буксирування перебрало на себе судно «Татебе-Мару». 17 грудня з Індокитаю для допомоги у проведенні на буксирі вислали ще два есмінці, а 18 числа з цією ж метою із Сінгапура вийшов важкий крейсер «Хагуро». 19 грудня крейсери зустрілись, проте через шторм лише за добу Хагуро зміг узяти пошкоджений корабель на буксир. 25 грудня Мьоко довели до Сінгапура.
Враховуючи, що відновлення у Сінгапурі або проведення на буксирі видавалось неможливим, Мьоко розмістили на ВМБ Селетар як плавучу батарею протиповітряної оборони.
Наприкінці липня 1945-го британці організували диверсійну атаку на два раніше пошкоджені важкі крейсери, що перебували в Сінгапурі. 31 липня два підводні човни наблизились до нього та запустили диверсійні мінісубмарини, при цьому доправлений HMS Spark апарат HMS XE-1 мав атакувати Мьоко. Втім, HMS XE-1 затримався на переході через присутність патрульних катерів і не зміг вчасно замінувати свою ціль, а тому також скинув вибуховий пристрій біля іншого важкого крейсера Такао (зазнає пошкодження при вибуху, але залишиться на плаву).
Мьоко дочекався в Сінгапурі капітуляції Японії, а на початку липня 1946-го був виведений на буксирі в Малаккську протоку та затоплений.